# Schlacht bei Aigospotamoi
Sybota – Potidaia – Spartolos – Stratos – Naupaktos – Plataiai – Olpai – Tanagra – Pylos – Sphakteria – Korinth – Megara – Delion – Amphipolis – Mantineia – Melos – Syrakus – Milet – Syme – Eretria – Kynossema – Abydos – Kyzikos – Ephesos – Chalkedon – Byzanz – Andros – Notion – Mytilene  – Arginusen – Aigospotamoi
Die Schlacht bei Aigospotamoi (griechisch Ziegenflüsse) fand im September 405 v. Chr. gegen Ende des Peloponnesischen Krieges statt.

## Vorgeschichte
Nachdem die Athener 406 v. Chr. im Arginusenprozess ihre besten Admirale zum Tode verurteilt und hingerichtet hatten, wurden 405 v. Chr. neue Strategen gewählt, welche die gesamte Flotte am Hellespont zusammenzogen, um die Versorgung durch die Meerengen zu sichern. Dort erregte die inkompetente Flottenführung der neuen Admirale Tydeus, Philokles, Konon, Adeimantos, Menandros, Kephisodotos und Eryximachos (?) den Unmut des verbannten Alkibiades, der sich dem athenischen Schiffslager bei Aigospotamoi näherte, um die Strategen zu ermahnen. Diese glaubten jedoch, auf die Ratschläge des erfahrenen Feldherrn verzichten zu können, und insbesondere Tydeus verwies ihn mit groben Schmähungen des Lagers.

## Verlauf
Statt im sicheren Hafen von Sestos, wie Alkibiades geraten hatte, lagerte die Flotte der Athener, deren Oberkommando täglich wechselte, mit 180 Schiffen bei Aigospotamoi an der Küste des Hellespont, um Frischwasser aufzunehmen und die annähernd gleich starke spartanische Flotte im gegenüberliegenden Lampsakos zu kontrollieren oder günstigenfalls zum Kampf zu fordern. Der spartanische Befehlshaber Lysander ging aber mehrere Tage lang nicht auf die Herausforderung ein. Diese Hinhaltetaktik zeigte schließlich Wirkung, da die Wachsamkeit der Athener nachließ und ihre Ruderer sich nach den Mühen der Ausfahrt an Land verteilten, um zu rasten und Nahrungsmittel zu besorgen.
Am fünften Tag nutzte Lysander diese Nachlässigkeit, um die Flotte der Athener am ungeschützten Strand zu überraschen und in einem handstreichartigen Überfall anzugreifen, wobei ihn seine auf die europäische Seite übergesetzten Landstreitkräfte unter dem Kommando des Thorax oder des Eteonikos am Ufer begleiteten.
Den Oberbefehl über die Athener führte an diesem Tag turnusgemäß Philokles, der wohl die Spartaner zunächst wie gewöhnlich mit 30 Schiffen herausforderte und nach seiner Rückkehr von deren verzögerter Reaktion völlig überrascht wurde. Das vor Lampsakos zurückgelassene athenische Wachgeschwader unter dem Kommando Konons signalisierte zwar die Ausfahrt der Spartaner, doch viel zu spät, so dass die meisten der bereits zum Fouragieren ausgeschwärmten Ruderer und Soldaten in der Verwirrung nicht mehr rechtzeitig auf ihre Schiffe gelangten. Die meisten athenischen Trieren stachen daher nur halb besetzt oder gar nicht in See, so dass sie von Lysander und Thorax ohne Mühe weggenommen werden konnten.

## Ergebnis

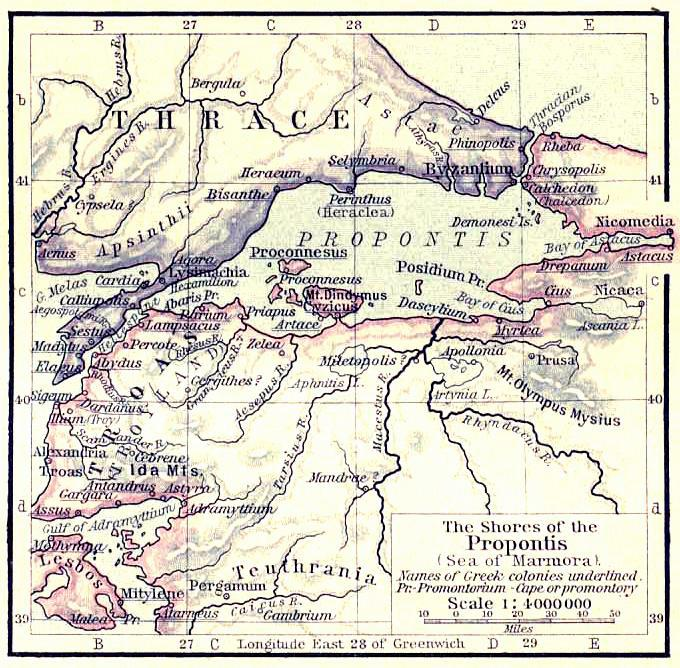
Der Hellespont in der Antike

Da er die meisten Athener noch am Ufer aufgreifen konnte, machte Lysander 3000 Gefangene. Mit den weitgehend intakt erbeuteten Booten konnte er seine Flottenstärke nach der Schlacht auf 200 erhöhen. Von den etwa 180 Trieren der Athener entkamen nur die neun des Wachgeschwaders unter dem Kommando Konons, die bei Ankunft der Spartaner als einzige seefertig waren und sich so dem Angriff entziehen konnten.
Auf der Flucht bewies Konon seine seemännische Erfahrung und Kaltblütigkeit, indem er das verlassene Schiffslager der Spartaner beim Vorgebirge Abarnis nahe Lampsakos überfiel und ihre dort zurückgelassenen Großsegel stahl, um jegliche Verfolgung auszuschließen. Nach der Niederlage sandte er das Staatsschiff Paralos nach Athen, um die Nachricht zu überbringen, wagte es selber aber nicht zurückzukehren und zog es vor, zu König Euagoras I. nach Zypern zu fliehen.

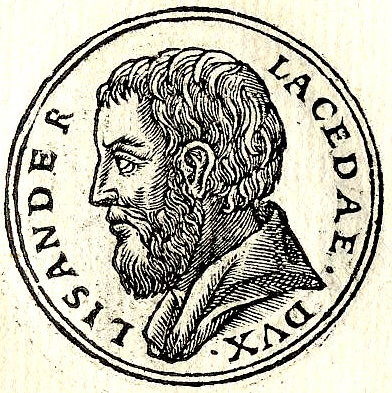
Lysander (Münzporträt 16. Jh.)

Nach der Schlacht berief Lysander ein Gericht der Verbündeten ein, bei dem diese zahlreiche Beschuldigungen gegen die Athener erhoben. Nach Darstellung Xenophons handelte es sich dabei anscheinend um das erste Tribunal gegen einen unterlegenen Gegner wegen Verletzung des Völkerrechts und Verbrechen gegen die Menschlichkeit. Die Sieger beschlossen, die athenischen Strategen hinzurichten und auf die gleiche Weise mit den attischen Bürgern unter den Gefangenen zu verfahren. Genauer bezeugt ist das Schicksal des Philokles, dem besondere Grausamkeit zur Last gelegt wurde, weil er die athenische Heeresversammlung zu einem Beschluss überredet hatte, nach dem erwarteten Sieg allen feindlichen Gefangenen die rechte Hand oder den rechten Daumen abzuhacken. Lysander fragte ihn, welche Strafe er für dieses Verbrechen wohl verdient habe, und als Philokles ihm sein Recht zu urteilen bestreiten wollte, schnitt er ihm persönlich die Kehle durch. Als einziger Athener wurde Adeimantos von Lysander begnadigt, der sich gegen den sträflichen Heeresbeschluss ausgesprochen hatte. Nach seiner Rückkehr nach Athen musste sich Adeimantos, der als Anhänger des „Verräters“ Alkibiades galt, deshalb gegen den Vorwurf verteidigen, die athenische Flotte an den Feind verraten zu haben. Über das genaue Schicksal von Tydeus, Menandros und den anderen ist nichts bekannt. Wenn sie nicht schon in der Schlacht gefallen waren, wurden sie von Lysander hingerichtet.
Im Auftrag Lysanders brachte der milesische Pirat Theopompos in nur drei Tagen die Nachricht vom Sieg nach Lakonien. Die umfangreiche Beute aus der Schlacht ließ Lysander durch den Strategen Gylippos, den Sieger von Syrakus, nach Sparta bringen, wobei dieser offenbar einen Teil des Geldes unterschlug. Als die spartanische Staatsführung den Betrug bemerkte, machte sie Gylippos den Prozess und verurteilte ihn, da er inzwischen geflohen war, in Abwesenheit zum Tode.

## Folgen
Die Seemacht Athens wurde in der Schlacht vollständig vernichtet, und als Lysander nach der Ankunft im Saronischen Golf mit seiner Flotte den Piraeus blockierte, war das Attische Reich verloren und die Stadt nicht mehr zu verteidigen. Ohne Flotte, ohne Einnahmen aus dem Sundzoll und ohne die lebensnotwendigen Getreideimporte vom Schwarzen Meer musste Athen nach einer Hungerblockade von See und von Land 404 v. Chr. bedingungslos kapitulieren. Damit war der Peloponnesische Krieg zu Ende.
Lysanders Sieg war so entscheidend, dass ihm bis dato unerhörte Ehren zuteilwurden. Die zurückkehrenden Oligarchen auf Samos tauften den Herakult in Λυσάνδρεια um, errichteten ihm einen Altar und ließen ihm göttliche Ehren zuteilwerden. Lysander war der erste Grieche, der so zu Lebzeiten geehrt wurde, wie ein überlieferter Paian auf ihn bezeugt. Die Samier errichteten außerdem Ehrenstatuen von ihm in Olympia, im Artemision von Ephesos und sogar in Sparta. Dichter verherrlichten seine Taten.
Am berühmtesten wurde aber das Denkmal der Aigospotamoi-Schlacht, auch „Nauarchendenkmal“ genannt, welches am Anfang der Prozessionsstraße in Delphi stand. Es wurde bezeichnenderweise direkt gegenüber dem Athener Denkmal der Schlacht bei Marathon aufgestellt. Außerdem wies das Nauarchendenkmal eine dreifache Zahl von Göttern und Menschen auf wie die Gruppe des Marathonsiegers Miltiades. Vor 20 Statuen der Bündner und Spartaner stand eine Gruppe mit dem Seher Agias, Lysanders Steuermann Hermon, er selbst aber wurde von Poseidon bekränzt. Götterbilder von Apoll, Zeus, Artemis und den Dioskuren schmücken das Monument. Dies war aber nicht das einzige Monument der Schlacht in Delphi: Kyros spendete ein goldelfenbeinernes Modell einer Triere.